# 安托万·迪奥
安托万·卡米耶·迪奥（法語：Antoine Camille Diot，1989年1月17日—），法国职业篮球运动员，司职控卫。他曾代表法国国家篮球队参加2016年夏季奥运会男子篮球比赛，获得第六名。